# Rocky Burnette
Rocky Burnette, geboren als Jonathan Burnette (Memphis (Tennessee), 12 juni 1953) is een Amerikaans zanger. Hij is de zoon van Johnny Burnette, en in Nederland en België vooral bekend door zijn hit uit 1980, Tired of Toein' the Line.
Burnette maakte samen met onder meer de Stray Cats en Shakin' Stevens deel uit van de opleving van de rockabilly-muziekstijl. Hij bracht in 1979 zijn eerste album uit (Son of Rock 'n' Roll) waar ook zijn single Tired of Toein' the Line van afkomstig is. Dit nummer werd zowel in de Verenigde Staten als internationaal een hit. Door financiële problemen van zijn platenmaatschappij EMI kon Burnette echter de promotieactiviteiten van zijn volgende singles niet uitvoeren, en zijn tweede album Heart Stopper was dan ook geen succes. Burnette bleek een eendagsvlieg. Hij bleef wel muziek maken, maar scoorde geen enkele hit meer.